# سفارة آيسلندا في روسيا
سفارة آيسلندا في روسيا هي أرفع تمثيل دبلوماسي لدولة آيسلندا لدى روسيا. تقع السفارة في موسكو وهي تهدف لتعزيز المصالح الآيسلندية في روسيا.

## وصلات خارجية
- الموقع الرسمي
- قائمة سفارات آيسلندا
- قائمة السفارات في روسيا